# Marek Schwarz
Marek Schwarz (* 1. dubna 1986 Mladá Boleslav) je bývalý český profesionální hokejový brankář.

## Hráčská kariéra
Schwarz začal hrát za juniorský tým HC Sparta Praha. V sezóně 2002/2003 odehrál jeden zápas za Spartu Praha a zároveň to byl jeho první zápas v extralize. V další sezóně se k týmu připojil na plný úvazek v sedmnácti letech. Dále v této sezóně chytal za HC Plzeň a HC Oceláři Třinec. Mimo sezónu byl ve vstupním draftu vybrán týmem St. Louis Blues jako 17. celkově. Po draftu se přestěhoval do Severní Ameriky, aby mohl hrát v juniorské lize WHL za tým Vancouver Giants. Na sezónu 2005/2006 se vrátil zpět do Sparty Prahy. V sezóně 2006/2007 začal chytat za záložní celek klubu St. Louis Blues za tým Peoria Rivermen. 12. prosince 2006 byl povolán do NHL na jeden zápas proti Chicago Blackhawks, byl to jeho první zápas v NHL, ve kterém předvedl 21 zákroků z 24 střel, Blues tedy prohrálo 3-2. Schwarz také odchytal 11 zápasů za tým, který je dalším záložním celkem Blues- Alaska Aces v ECHL. 25. října 2008 odchytal 15 minut zápasu proti Florida Panthers, z důvodu zranění Bena Bishopa ve třetí třetině, Bishop do svého zranění udržel čisté konto a to se povedlo i Schwarzovi, Blues nakonec vyhrálo 4-0. V letech 2006-2009 odchytal šest utkání v NHL za St. Louis Blues. V sezónách 2009/2010 a 2010/2011 hrál za BK Mladá Boleslav. V sezóně 2009/2010 se stal hvězdou týdne. V sezóně 2011/2012 hrál za finský hokejový klub TPS Turku . Z TPS Turku šel do HC Sparty Praha. Ale v sezóně 2012/13 přestoupil do Bílých Tygrů Liberec, kde působí až doteď, hraje s číslem 3 a dělá dvojku Jánu Lašákovi. V sezóně 2014/15 zde odchytal 6 utkání.

## Reprezentační kariéra
Schwarz od svých 17 let pravidelně oblékal dres mládežnických výběrů. Byl jedničkou na mistrovství světa osmnáctky v roce 2003, kde český tým končil na šestém místě. O rok později se znovu zúčastnil mistrovství světa osmnáctky v Bělorusku a pomohl týmu vybojovat bronzové medaile. Na konci turnaje byl vyhlášen nejlepším brankářem a stal se členem All-Star týmu. Zároveň se v tomto roce zúčastnil mistrovství světa juniorů, kde skončili Češi čtvrtí. V roce 2005 na mistrovství světa juniorů byl Schwarz vyhlášen nejlepším brankářem a zařazen do All-Star týmu. V roce 2006 se opět postavil do brány na mistrovství světa juniorů, kde kádr skončil na šestém místě. V sezónách 2009/2010 a 2010/2011 se zúčastnil Euro Hockey Tour, celkem za seniorskou českou reprezentaci odchytal 5 zápasů, ale na nominaci na seniorské mistrovství světa stále čeká.

## Ocenění a úspěchy
- 2002 ČHL-18 – Nejvíce čistých nul
- 2002 ČHL-18 – Nejvíce vychytaných vítězství
- 2003 MS-18 – Nejúspěšnější brankář
- 2004 MS-18 – Nejúspěšnější brankář
- 2004 MS-18 – Nejnižší průměr inkasovaných branek
- 2004 MS-18 – Nejlepší brankář
- 2004 MS-18 – Nejužitečnější hráč
- 2005 MSJ – All-Star Tým
- 2005 MSJ – Nejlepší brankář
- 2005 MSJ – Nejúspěšnější brankář
- 2007 AHL – All-Star Game
- 2008 ECHL – Nejlepší brankář týdne končícího 2. března 2008[6]

## Prvenství

### NHL
- Debut – 12. prosince 2006 (St. Louis Blues proti Chicago Blackhawks)
- První inkasovaný gól – 12. prosince 2006 (St. Louis Blues proti Chicago Blackhawks, slovenským útočníkem Peterem Bondrou)

### ČHL
- Debut – 25. února 2003 (HC ČSOB Pojišťovna Pardubice proti HC Sparta Praha)
- První inkasovaný gól – 10. října 2003 (HC Oceláři Třinec proti Bílí Tygři Liberec, českým útočníkem Stanislavem Procházkou)
- První vychytaná nula – 21. října 2005 (HC Energie Karlovy Vary proti HC Sparta Praha)

## Statistiky

### Základní části
| Sezona       | Tým                      | Liga         | Z     | V   | P   | R  | Pvp | MIN    | OG    | ČK | POG  | %ChS  |
| ------------ | ------------------------ | ------------ | ----- | --- | --- | -- | --- | ------ | ----- | -- | ---- | ----- |
| 2002–03      | HC Sparta Praha          | ČHL          | 1     | 0   | 1   | 0  | —   | 1      | 0     | 0  | 0.00 | 1.000 |
| 2003–04      | HC Oceláři Třinec        | ČHL          | 5     | 3   | 2   | 0  | —   | 280    | 12    | 0  | 2.57 | .931  |
| 2003–04      | HC Sparta Praha          | ČHL          | 8     | 1   | 6   | 0  | —   | 335    | 20    | 0  | 3.58 | .896  |
| 2003–04      | HC Lasselsberger Plzeň   | ČHL          | 10    | 4   | 5   | 0  | —   | 603    | 33    | 0  | 3.28 | .922  |
| 2003–04      | HC Mladá Boleslav        | 1.ČHL        | 1     | 0   | 1   | 0  | —   | 63     | 6     | 0  | 5.71 | .867  |
| 2004–05      | Vancouver Giants         | WHL          | 56    | 26  | 24  | 4  | —   | 3304   | 147   | 2  | 2.67 | .900  |
| 2005–06      | HC Sparta Praha          | ČHL          | 15    | 7   | 8   | —  | 0   | 746    | 32    | 1  | 2.57 | .920  |
| 2005–06      | HC Berounští Medvědi     | ČHL          | 4     | 0   | 4   | —  | 0   | 17     | 32    | 0  | 4.45 | .878  |
| 2006–07      | St. Louis Blues          | NHL          | 2     | 0   | 1   | —  | 0   | 60     | 3     | 0  | 3.00 | .880  |
| 2006–07      | Peoria Rivermen          | AHL          | 34    | 19  | 13  | —  | 0   | 1912   | 88    | 1  | 2.76 | .899  |
| 2007–08      | St. Louis Blues          | NHL          | 2     | 0   | 1   | —  | 0   | 50     | 6     | 0  | 7.25 | .647  |
| 2007–08      | Peoria Rivermen          | AHL          | 33    | 14  | 14  | —  | 2   | 1808   | 84    | 0  | 2.79 | .891  |
| 2007–08      | Alaska Aces              | ECHL         | 6     | 6   | 0   | —  | 0   | 375    | 13    | 0  | 2.08 | .924  |
| 2008–09      | St. Louis Blues          | NHL          | 2     | 0   | 0   | —  | 0   | 16     | 0     | 0  | 0.00 | 1.000 |
| 2008–09      | Peoria Rivermen          | AHL          | 10    | 4   | 4   | —  | 0   | 523    | 31    | 2  | 3.56 | .868  |
| 2008–09      | Alaska Aces              | ECHL         | 5     | 2   | 2   | —  | 1   | 304    | 16    | 0  | 3.15 | .904  |
| 2008–09      | BK Mladá Boleslav        | ČHL          | 8     | 2   | 6   | —  | 0   | 490    | 30    | 1  | 3.67 | .907  |
| 2009–10      | BK Mladá Boleslav        | ČHL          | 43    | 17  | 26  | —  | 0   | 2302   | 109   | 2  | 2.84 | .917  |
| 2010–11      | BK Mladá Boleslav        | ČHL          | 44    | 13  | 31  | —  | 0   | 2510   | 119   | 2  | 2.84 | .914  |
| 2011–12      | Turun Palloseura         | SM-l         | 35    | 9   | 19  | —  | 5   | 1895   | 90    | —  | 2.84 | .894  |
| 2012–13      | HC Sparta Praha          | ČHL          | 16    | 8   | 8   | —  | 0   | 745    | 49    | 0  | 3.95 | .886  |
| 2012–13      | Bílí Tygři Liberec       | ČHL          | 15    | 7   | 8   | —  | 0   | 835    | 46    | 0  | 3.31 | .898  |
| 2013–14      | Bílí Tygři Liberec       | ČHL          | 19    | 7   | 12  | —  | 0   | 974    | 60    | 0  | 3.70 | .898  |
| 2013–14      | HC Benátky nad Jizerou   | 1.ČHL        | 14    | 9   | 5   | —  | 0   | 855    | 24    | 5  | 1.68 | .949  |
| 2014–15      | Bílí Tygři Liberec       | ČHL          | 6     | 2   | 4   | —  | 0   | 312    | 17    | 0  | 3.27 | .873  |
| 2014–15      | HC Benátky nad Jizerou   | 1.ČHL        | 14    | 7   | 7   | —  | 0   | 810    | 34    | 2  | 2.52 | .920  |
| 2015–16      | Bílí Tygři Liberec       | ČHL          | 18    | 13  | 5   | —  | 0   | 975    | 32    | 3  | 1.97 | .919  |
| 2015–16      | HC Benátky nad Jizerou   | 1.ČHL        | 13    | 6   | 7   | —  | 0   | 743    | 34    | 1  | 2.75 | .918  |
| 2016–17      | Orli Znojmo              | EBEL         | 31    | 15  | 16  | —  | 0   | 1695   | 84    | 0  | 2.97 | .906  |
| 2017–18      | Orli Znojmo              | EBEL         | 47    | 17  | 25  | —  | 0   | 2623   | 132   | 0  | 3.02 | .893  |
| 2018–19      | Bílí Tygři Liberec       | ČHL          | 6     | 3   | 3   | —  | 0   | 197    | 9     | 0  | 2.74 | .904  |
| 2018–19      | HC Benátky nad Jizerou   | 1.ČHL        | 23    | 7   | 16  | —  | 0   | 1390   | 66    | 1  | 2.85 | .911  |
| 2019–20      | Bílí Tygři Liberec       | ČHL          | 6     | 2   | 4   | —  | 0   | 358    | 16    | 1  | 2.68 | .897  |
| 2019–20      | HC Benátky nad Jizerou   | 1.ČHL        | 14    | 6   | 7   | —  | 0   | 778    | 33    | 1  | 2.55 | .918  |
| 2020–21      | BK Mladá Boleslav        | ČHL          | 1     | 1   | 0   | —  | 0   | 60     | 2     | 0  | 2.00 | .931  |
| 2020–21      | HC Slovan Ústí nad Labem | 1.ČHL        | 8     | 4   | 4   | —  | 0   | 491    | 26    | 0  | 3.18 | .876  |
| 2021–22      | BK Mladá Boleslav        | ČHL          | 2     | 0   | 1   | —  | 0   | 62     | 3     | 0  | 2.90 | .857  |
| 2022–23      | BK Mladá Boleslav B      | KLLH         | 9     | —   | —   | —  | —   | —      | —     | —  | 3.56 | —     |
| 2023–24      | BK Mladá Boleslav B      | KLLH         | 1     | 1   | 0   | —  | 0   | 60     | 3     | 0  | 3.00 | —     |
| 2024–25      | BK Mladá Boleslav B      | KLLH         |       |     |     |    |     |        |       |    |      |       |
| Celkem v NHL | Celkem v NHL             | Celkem v NHL | 1,044 | 489 | 392 | 33 | 91  | 59,879 | 2,515 | 77 | 2.52 | .919  |

### Play-off
| Sezona       | Tým                    | Liga         | Z  | V  | P  | MIN   | OG  | ČK | POG  | %ChS  |
| ------------ | ---------------------- | ------------ | -- | -- | -- | ----- | --- | -- | ---- | ----- |
| 2004–05      | Vancouver Giants       | WHL          | 6  | 2  | 4  | 378   | 18  | 0  | 2.86 | .903  |
| 2005–06      | HC Sparta Praha        | ČHL          | 1  | 0  | 0  | 0     | 1   | 0  | 0.00 | 1.000 |
| 2007–08      | Alaska Aces            | ECHL         | 8  | 5  | 2  | —     | —   | 0  | 3.21 | .911  |
| 2011–12      | Turun Palloseura       | SM-l         | 1  | 0  | 1  | 29    | 2   | 0  | 4.08 | .857  |
| 2013–14      | HC Benátky nad Jizerou | 1.ČHL        | 5  | 2  | 3  | 267   | 15  | 0  | 3.37 | .912  |
| 2015–16      | Bílí Tygři Liberec     | ČHL          | 3  | 2  | 1  | 100   | 3   | 0  | 1.80 | .925  |
| 2016–17      | Orli Znojmo            | EBEL         | 4  | 0  | 4  | —     | —   | 0  | 2.79 | .910  |
| 2022–23      | BK Mladá Boleslav B    | KLLH         | 1  | 0  | 1  | 57    | —   | 0  | 3.12 | —     |
| Celkem v NHL | Celkem v NHL           | Celkem v NHL | 70 | 34 | 35 | 4,295 | 178 | 5  | 2.49 | .918  |

### Reprezentace
| Rok                    | Tým                    | Soutěž                 | Z  | V | P  | R | MIN  | OG | ČK | POG  | %ChS |
| ---------------------- | ---------------------- | ---------------------- | -- | - | -- | - | ---- | -- | -- | ---- | ---- |
| 2003                   | Česko 18               | MS-18                  | 5  | 1 | 3  | 0 | 280  | 10 | 0  | 2.14 | .940 |
| 2004                   | Česko 20               | MSJ                    | 6  | 2 | 4  | 1 | 389  | 18 | 1  | 2.78 | .904 |
| 2005                   | Česko 20               | MSJ                    | 6  | 4 | 2  | 0 | 362  | 13 | 1  | 2.15 | .925 |
| 2006                   | Česko 20               | MSJ                    | 3  | 1 | 2  | 0 | 141  | 6  | 0  | 2.56 | .909 |
| Juniorská reprezentace | Juniorská reprezentace | Juniorská reprezentace | 20 | 8 | 11 | 1 | 1172 | 47 | 2  | 2.41 | —    |